# Die Herrin von Wildfell Hall

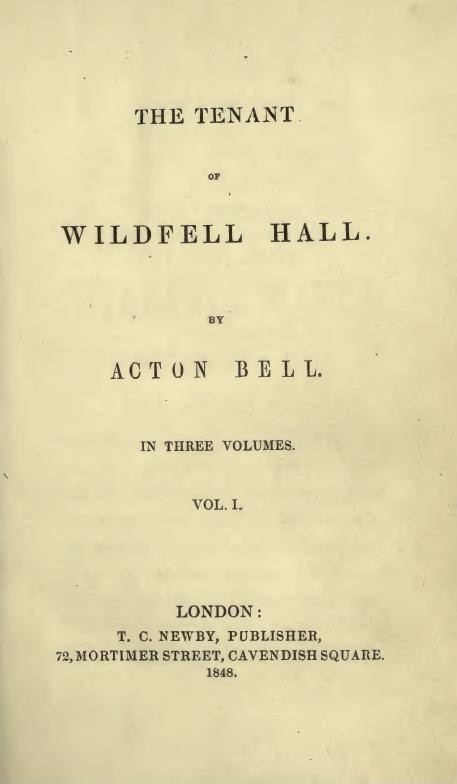
Die Herrin von Wildfell Hall, Erstausgabe von 1848

Die Herrin von Wildfell Hall (englischer Originaltitel The Tenant of Wildfell Hall) ist ein Roman von Anne Brontë aus dem Jahr 1848. Erzählt wird die Geschichte der jungen Helen Lawrence, die unter den Eskapaden und Fehlverhalten ihres alkohol- und vergnügungssüchtigen Ehemanns so sehr leidet, dass sie schließlich vor ihm flieht und sich unter falschem Namen in Wildfell Hall niederlässt.
Heute gilt Die Herrin von Wildfell Hall als einer der ersten feministischen Romane, ein Umstand, der umso verständlicher wird, wenn man berücksichtigt, dass es bis zur Verabschiedung des „Married Women’s Property Act“ im Jahre 1870 verheirateten Frauen gesetzlich verboten war, Eigentum zu besitzen, die Scheidung einzureichen oder das Sorgerecht für ihre Kinder zu erhalten.

## Inhalt

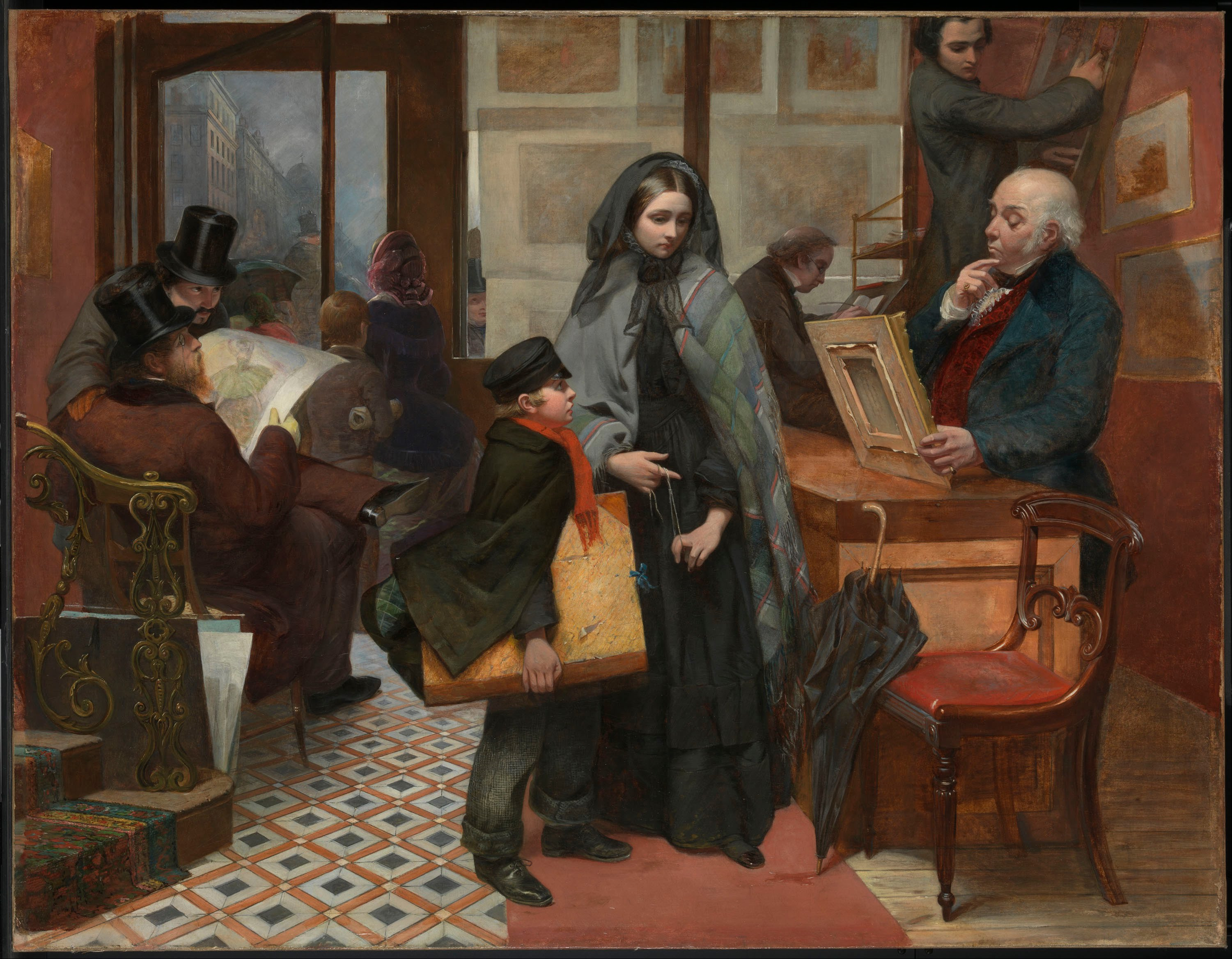
Emily Mary Osborn: Namenlos und ohne Freunde

Die Aufregung in der Nachbarschaft von Wildfell Hall ist groß, als eine neue Mieterin das alte Haus gemeinsam mit ihrem Sohn bezieht. Die junge Witwe Helen Graham begegnet den freundlichen Einladungen der Dorfgemeinschaft eher kühl und reserviert, stellenweise geradezu misstrauisch. Außerdem erregt sie durch die – in den Augen der Nachbarn – lächerlich übertriebene Fürsorge für ihren Sohn Aufsehen, genau wie mit ihren entschiedenen Ansichten über Männer und Erziehung.

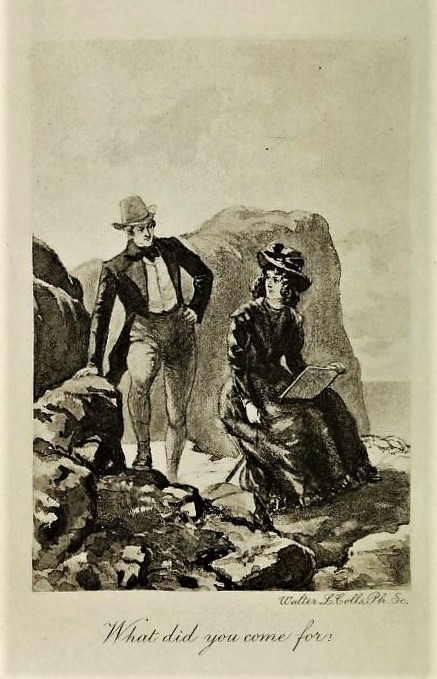
Helen und Gilbert, Illustration von Walter L. Colls

Der junge Farmer Gilbert Markham erkennt schnell, dass Mrs Graham Geheimnisse hat. Er verliebt sich trotz ihrer Zurückhaltung und Reserviertheit in die hübsche Witwe und versucht hartnäckig, sie für sich zu gewinnen. Obwohl Mrs Graham sich sehr zurückhält, macht Markham nach und nach Fortschritte und schafft es, allmählich ihre Zuneigung zu gewinnen. Bei einem seiner Besuche belauscht er zufällig ein Gespräch zwischen ihr und dem Eigentümer des Anwesens, Frederick Lawrence. Markham, der die hartnäckigen Gerüchte im Dorf über eine Affäre von Mrs Graham und Mr Lawrence immer entschieden dementiert hat und für die Integrität der Dame eingetreten ist, interpretiert das Gesehene und Gehörte falsch. Aus Wut schlägt er Frederick Lawrence, für den er eigentlich Achtung empfindet, später nieder und verletzt ihn. Mrs Graham gibt ihm daraufhin ihr Tagebuch zu lesen, damit Markham sich ein Bild davon machen kann, was ihr widerfahren ist, bevor sie nach Wildfell kam.
Markham erfährt so, dass Helen Graham eigentlich Helen Huntingdon heißt und mit einem alkoholsüchtigen, grausamen Mann verheiratet ist. Sie heiratete Arthur Huntingdon vor Jahren aus Liebe und gegen den Rat ihrer Tante in dem Glauben, dass sie ihm helfen könnte, sich zu bessern. Jahre später ist ihre Liebe unter seiner lieblosen Behandlung erloschen, und sie entscheidet sich, ihn zu verlassen, um sich und ihren Sohn vor dem schlechten Beispiel seines Vaters zu schützen. Mithilfe von Mr Lawrence – der ihr Bruder ist – versteckt sie sich unter dem Geburtsnamen ihrer Mutter nun in Wildfell.
Das Geschehen nimmt eine für Markham unerwartete Wendung, als Helen zu Huntingdon zurückkehrt. Dieser ist infolge seiner Eskapaden inzwischen todkrank, und Helen fühlt sich immer noch verpflichtet, ihm beizustehen, so gut sie kann. Sie pflegt Huntingdon bis zu seinem Tod. Nach seinem Tod erbt ihr Sohn das Anwesen, das sie für ihn verwaltet. Da zusätzlich noch Helens Onkel stirbt und ihr sein gesamtes Vermögen hinterlässt, ist sie nun plötzlich eine reiche Erbin. Markham liebt sie nach wie vor, aber der plötzliche Standesunterschied zwischen ihr und ihm sowie die Tatsache, dass er seit ihrer Abreise aus Wildfell nur über ihren Bruder von ihr gehört hat, hindern ihn daran, um ihre Hand anzuhalten. Außerdem ist er sich bewusst, dass so kurz nach den Todesfällen eine Trauerzeit eingehalten werden muss. Erst als er erfährt, dass Helen angeblich heiratet, reist er zu ihr, um sich mit eigenen Augen zu überzeugen. Die Meldung erweist sich als falsch. Als Markham schließlich doch um ihre Hand anhält, nimmt Helen freudig an.

## Deutsche Übersetzungen
- Wildfell Hall. Aus dem Englischen von Wilhelm Eduard Drugulin. Verlags-Comptoir, Grimma und Leipzig 1850.
- Die Herrin von Wildfell Hall. Aus dem Englischen übersetzt von Sabine Kipp. Manesse Verlag, Zürich 1990, ISBN 3-7175-1782-1
- Die Herrin von Wildfell Hall. Aus dem Englischen neu übersetzt von Angelika Beck. Insel-Verlag, Frankfurt am Main 2008 (Insel-Taschenbuch 3402), ISBN 978-3-458-35102-3.

## Verfilmungen
- 1968 – The Tenant of Wildfell Hall – BBC-Mini-Serie. Regie: Peter Sasdy, mit Janet Munro, Corin Redgrave und Bryan Marshall.
- 1996 – Die Herrin von Wildfell Hall – BBC-Mini-Serie. Regie: Mike Barker, mit Toby Stephens, Tara Fitzgerald und Rupert Graves.[2]